# Marchiennes
Marchiennes är en kommun i departementet Nord i regionen Hauts-de-France i norra Frankrike. Kommunen ligger i kantonen Marchiennes som tillhör arrondissementet Douai. År 2022 hade Marchiennes 4 506 invånare.

## Befolkningsutveckling
Antalet invånare i kommunen Marchiennes
| Referens: INSEE |